# 熱帯低気圧

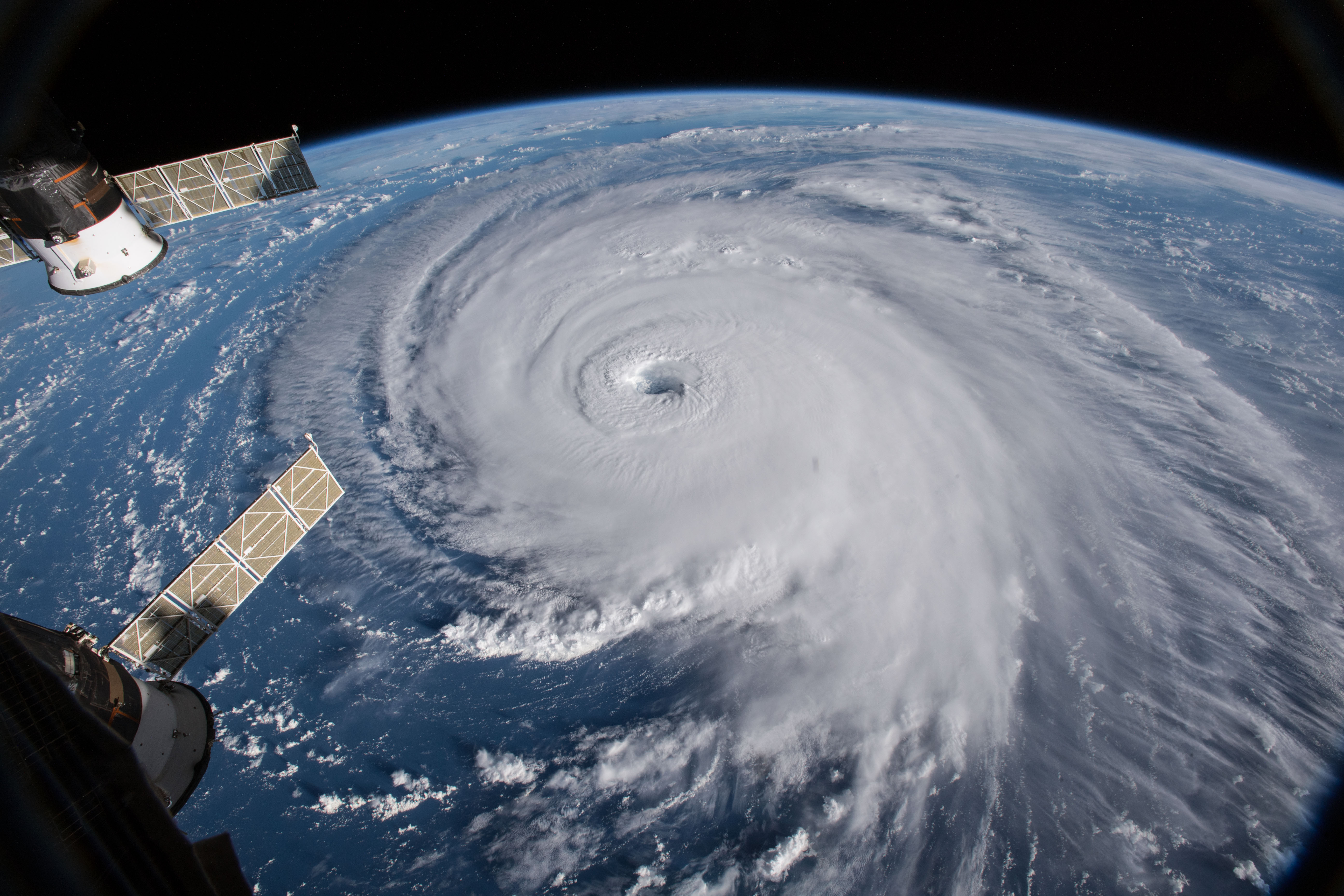
国際宇宙ステーションから見たハリケーン・フローレンス（2018年）：目と目の壁雲、および周囲の降雨帯は熱帯低気圧の特徴である。

熱帯低気圧（ねったいていきあつ）とは、温度が比較的一様な熱帯地方や亜熱帯地方の海洋上に発生・発達する低気圧である。熱帯性低気圧ともいう。温帯地方における温帯低気圧（熱帯外低気圧、中緯度低気圧）と対比される。
日本語の「熱帯低気圧」には、次の2つの意味合いがある。
1. 熱帯性低気圧に特徴的な構造を持つ低気圧の総称としての（広義の）「熱帯低気圧」（英: tropical cyclone[1], 略号: TC[5]）：それぞれ発生海域によって呼称の異なる発達した熱帯低気圧（台風/タイフーン、ハリケーン、サイクロン）を総称したり、それらの呼称や階級区分の基準となる勢力の強さにかかわらず包括的に言及したりする際に用いられる名称。2. との区別を明確にするため、明示的にトロピカル・サイクロンと表現する場合もある[5]。中国語では、熱帯気旋という。
2. 日本の気象庁が気象情報等で用いる予報用語としての（狭義の）「熱帯低気圧」（英: tropical depression[6], 略号: TD[5]）：上記 1. のうち、勢力の強さが日本国内の台風の基準に満たない、低気圧域内の最大風速が17 m/s（34ノット、風力8）未満の熱帯低気圧を指す名称[7]。2000年6月1日以前の旧予報用語では「弱い熱帯低気圧」といった[3]。天気図上では熱低と略記する[1][3]。国際的には、トロピカル・デプレッションという[6]。

本項においては、特記のない限り、1. の広義の熱帯低気圧について解説する。

## 概要
熱帯低気圧は、低気圧中心、閉じた下層部の大気循環、強風、および大雨やスコールをもたらす渦巻き状の雷雨を伴う、急速に回転する激しい暴風雨系である。発達したものは、その発生域と強さに応じて、北西太平洋では台風/タイフーン、大西洋および北東太平洋ではハリケーン、インド洋および南太平洋ではサイクロンと、それぞれ異なる呼称でよばれるが、これらは発生域が異なるだけで、本質的には同じ気象現象である。世界中で平均して年間80個から85個ほど、名前の付いた熱帯低気圧が発生しており、そのうちの過半数はハリケーン級の風力（32.7 m/s、64ノット、風力12）にまで発達する。発達した熱帯低気圧が最も多く存在するのは9月の北西太平洋域で、常に1つ以上の熱帯低気圧が存在している。
典型的には比較的水温が高く広い海域で発生し、海水面から蒸発した水を通してエネルギーを得て、最終的に再び凝結して雲となり、湿った空気が上昇して冷却され、飽和状態になると雨を降らせる。このエネルギー源は、北米のノーイースターや欧州のウィンドストームのような、中緯度の温帯低気圧のそれ（水平方向の温度差を主なエネルギー源とするの）とは異なる。典型的な熱帯低気圧は直径が100 kmから2000 kmにもなる。
気流が回転軸に向かって内側へと流れ込むときに地球の自転によって与えられる角運動量保存の法則により、熱帯低気圧の風は強い回転を伴うようになる。そのため、赤道から5度以内の海域で熱帯低気圧が発生することは滅多にない。南大西洋ではウインドシアが常に強く、熱帯収束帯の活動が弱いために、熱帯低気圧が発生することは（たまに発生する例はあるものの）非常に稀である。また、南東太平洋では海面水温がやや低いために熱帯低気圧は発達しない。対照的に、北西太平洋ではアジアモンスーンと西太平洋暖水塊が、北大西洋とカリブ海ではアフリカ東風ジェットと大気の不安定さが主因となって、熱帯低気圧を発生させる。
熱帯低気圧の主なエネルギー源は暖かい海水である。海からの熱エネルギー（潜熱）は、熱帯低気圧の促進因子として振る舞う。それゆえ、典型的には、熱帯低気圧は海上や海の近くにあるときに発達して最も強くなり、陸地に上がると急速に衰えていく。よって、内陸地域は沿岸地域に比べて、洪水の影響は全域に及ぶにもかかわらず、熱帯低気圧による被害がはるかに少ない。沿岸部は、強風と大雨、（風による）高波、（風と激しい気圧の変化による）高潮、および竜巻の発生による被害を受けるおそれがある。
熱帯低気圧は、広い範囲から大気を取り込み、その大気の水分を濃縮して、より狭い範囲に降水させる。このように雨を降らせた後に水分を含んだ大気が補給されることで、海岸線から40 km離れた場所まで、数時間から数日にわたって非常に激しい雨を降らせることがある。これは、その地域の大気が一度に保持し得る水分量をはるかに超えるため、外水氾濫（河川の氾濫）、内水氾濫（陸上の氾濫）、および広範囲の地域の治水構造物の全般的な氾濫につながるおそれがある。
気候変動は熱帯低気圧にいくつかの影響を及ぼす。科学者たちは、気候変動が海面水温の上昇や水循環の強化により、熱帯低気圧の持続時間、発生頻度および強さを増加させ、その影響を悪化させる可能性があることを発見した。熱帯低気圧が人間社会に与える影響は、しばしば破壊的である一方で、干ばつ状態を緩和してくれる効果もある。また、熱エネルギーを熱帯から温帯へと輸送して、地域および地球規模の気候を調節する重要な役割も果たしている。

### 熱帯低気圧にまつわる概念
熱帯低気圧の位置を示す際には、地上・海上での気象観測や気象衛星の画像などから推定した、熱帯低気圧の中心の位置を熱帯低気圧の位置とし、熱帯低気圧の移動や速度なども中心の位置をもとに表される。
熱帯の海洋上で雲がまとまって渦を巻く兆候があり、気圧の低下が見られ、今後も発達する傾向があるような場合に「熱帯低気圧が発生した」とするが、そのタイミングは明確には規定されていない。ちなみに、台風の場合には最大風速による定義（次節参照）があるので、その風速に達したときに「台風が発生した」と表現する。
発生した熱帯低気圧は、まず貿易風帯の中を、北半球では北西、南半球では南西へ移動する。やがて偏西風帯に入ると、向きを変え（転向という）、北半球では北東、南半球では南東へ移動する。その明瞭な転向地点を転向点と呼ぶ。上空の気流のほかにも、気圧配置も台風の転向に強い影響を与える。たとえば、夏の主役である北太平洋高気圧の中には、どんなに勢力の強い台風であっても、割って入ることは不可能である。そのため、台風は北太平洋高気圧の縁を通らざるを得ない。この「縁」の部分も転向点になることがある。日本においては、晩夏から初秋にかけては、主に沖縄近海が転向点になりやすい。
熱帯低気圧が陸上に達することを上陸という。一般的に、大きな島や大陸に達したときに上陸といい、小規模な島を通った場合には、上陸ではなく通過という表現を用いる。日本の場合では、北海道・本州・四国・九州の四島では上陸と言うが、他の島嶼部では沖縄本島のような大きな島であっても上陸とは言わず、通過扱いになる。上記四島であれば、房総・三浦などの比較的小さな半島部を台風の中心が通ったとしても上陸扱いになる。
熱帯低気圧が温帯低気圧に変わることを、温帯低気圧化（温低化）あるいは消滅という。温帯低気圧にならずにそのまま勢力を弱め、消えた場合も消滅という。ただし、温低化した後で、再び中心気圧が低下することもある（つまり、温低化しても勢力が弱くなるとは限らない）ため、「台風は温帯低気圧に変わりました」という気象情報の理解には注意が必要である。
なお、台風は一般的にその中心よりも進行方向に対して右側（南東側）のほうが風雨が強くなる。これは、台風に向けて吹き込む風と台風本体を押し流す気流の向きが同じであるために、より強く風が吹き荒れるためである。気象学上ではこの台風の進行方向右側半分を危険半円と呼ぶ。また、台風の左側半分は吹き込む風と気流の向きが逆になるために相対的に風は弱く可航半円と呼ぶ。しかし、可航半円という概念はかつて帆船が台風の中心から遠ざかる針路をとるとき台風の進行方向左側に入っていれば右舷船尾に追い風を受けながら避航できたこと（逆に、帆船が台風の進行方向右側に入っていると右舷前側に向かい風を受けながら中心に引き込まれないよう保針しなければならなくなる）の名残であり、あくまでも右側半分と比較して風雨が弱いだけであり、可航半円の範囲といえども風雨は強いため警戒を要する。

## 特徴
よく対比される温帯低気圧（中緯度低気圧）は、高緯度の冷たい空気と低緯度の暖かい空気との間の南北方向の温度差（傾圧不安定）をエネルギー源とし、それらがぶつかって混ざり合おうとする過程で、暖気と寒気の境目にできる前線を伴う。そのエネルギー源は、大気がもつ位置エネルギーであり、相対的寒気が沈降し、相対的暖気が上昇することにより、その位置エネルギーを運動エネルギーに変換して発達する。
一方、熱帯低気圧は、水平方向に気温がほぼ一様な熱帯大気中の水蒸気が凝結して雨滴に変わるときに放出される潜熱をエネルギー源とし、中心付近の対流圏中上層に、周囲よりも暖かい空気塊からなる暖気核（温暖核、ウォームコア）を形成するのが最大の特徴である。これにより、相対的に暖かい目の壁雲の中に上昇流が生じ、周辺の相対的に気温の低いところで下降流が生じて、内部で創り出した位置エネルギーを運動エネルギーに変換して自励的に発達する。下層から上層まで暖気のみでできているので、寒冷前線や温暖前線などの前線を伴わず、雲や風速、降雨の分布は中心に対してほぼ軸対称となり、地上気圧は同心円状の等圧線分布を示す。
なお、自然界には温帯低気圧と熱帯低気圧の性質を併せ持った亜熱帯低気圧（ハイブリッド低気圧）も存在する。アメリカの気象学者、ロバート・E・ハート博士によれば、温帯低気圧と熱帯低気圧、亜熱帯低気圧の見分け方は、暖気核が対流圏の上層と下層の両方にあれば熱帯低気圧、下層だけにあれば亜熱帯低気圧、下層が暖気核ではなく寒気核であれば温帯低気圧である。

### 各部の概要

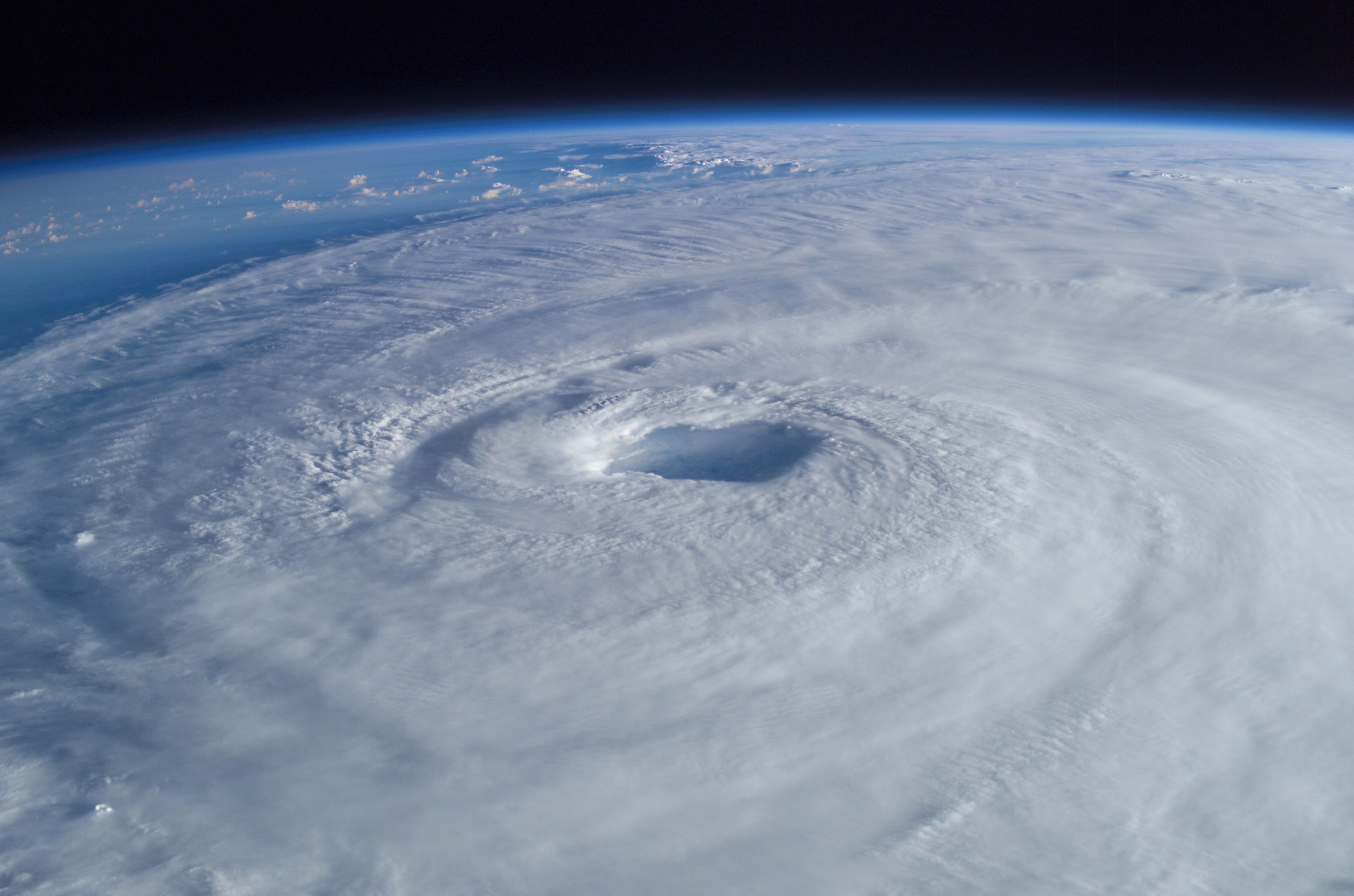
ハリケーン・イザベル（2003年）の目

発達した熱帯低気圧では、中心付近に風が弱くて雲がほとんどない領域が形成される。これを（台風/ハリケーンの）目と呼ぶ。熱帯低気圧の勢力が強まると、はっきりとした目が現れ、気象衛星の雲画像でも確認できるほどになる。目は成熟期の発達した熱帯低気圧の特徴の一つであり、最大風速（1分間平均）が130ノット以上のスーパー台風では、二重の目が見られることもある。目の内部には下降流があり、周辺に比べて気温が高く乾燥しているために、雲が形成されにくい。
前述した目を取り囲む壁のような背の高い積乱雲の領域は、アイウォール（目の壁雲）と呼ばれる。その高さは12km以上で、時には16kmにも達する。目の壁雲の中には非常に強い上昇流があり、強い熱帯低気圧では風速が50m/s超になることもある。この風速に比例して海洋から大気に与えられる水蒸気量（海面フラックス）が大きくなる。そうして、海洋から大気中に供給される多量の水蒸気が目の壁雲に輸送され、熱帯低気圧のエネルギー源となる。自動車に例えるなら、水蒸気がガソリンで、目の壁雲がエンジンといえる。熱帯低気圧に伴う暴風雨をもたらすのは、主にこの領域である。
目の壁雲の外側には、中心付近から螺旋状に延びたスパイラルレインバンド（または単にスパイラルバンド）と呼ばれる降雨帯が、幾重にも渦を巻いている。これは、熱帯低気圧に流れ込んでくる空気の流れに沿って並んだ積乱雲の雲列である。この降雨帯を形成する積乱雲は一般的に目の壁雲より背が低いが、目の壁雲とともに熱帯低気圧に伴う降水をもたらす主要な要素であり、かなりの大雨を降らせることもある。スパイラルバンドでは、目の壁雲に向かっていく水蒸気を降雨により消費するので、その分だけ目の壁雲に達する水蒸気が減少する。そのため、スパイラルバンドが不活発な熱帯低気圧のほうが、より強くなりやすい。
スパイラルバンドは一般的に、目の外側にできる壁雲に連なる内側降雨帯（インナーバンド）と、中心からの距離が200kmから600kmまでの範囲にできる、中心から腕のように伸びる外側降雨帯（アウターバンド）に分けられるが、その区別が明瞭でない場合もある。また、中心から400–1000km離れた進行方向の前面に、本体の雨雲よりも先に接近してくる先駆降雨帯（外縁部降雨帯とも）が形成されることがある。先駆降雨帯の雲は、レーダーや衛星の画像では熱帯低気圧とは独立した雲のように見えるが、雲の帯はスパイラルバンドに並行しており、メカニズム上は熱帯低気圧の雲である。さらに中心から遠く1000km以上離れたところにまで、熱帯低気圧と密接な関係を持つ先駆対流雲群が形成された事例がある。
一般的に、熱帯低気圧が近づくにつれて風が強くなり、外側降雨帯に入ると、降り方の変化が大きい驟雨性の雨が降り出す。熱帯低気圧の風向きは等圧線にほぼ平行であり、風下を向いたときは、北半球なら真左、南半球なら真右の方向に中心があることになる。中心に近づくほど暴風雨が強まるが、目の中に入ると風が弱まる。そして、目の中を抜けて、再び暴風雨に見舞われる頃には、風向きが逆になっている。

### 構造とメカニズム
熱帯低気圧が発生する環境条件としては，熱帯収束帯（ITCZ）、偏東風波動、マッデン・ジュリアン振動（MJO）などがある。
赤道付近にあるITCZでは、雲が帯状に連なっており、海面水温も高く、風が収束して上昇気流ができるので、積乱雲が発生するとともに対流が発達して雨が降る。
偏東風波動は、熱帯の偏東風が吹く領域に見られる大気中の波動で、典型的には、周期が3–4日、水平波長が2000kmであることが記録されている。偏東風波動のすべてが熱帯低気圧を生み出すわけではないが、北大西洋のハリケーンや北太平洋の台風に発達した事例があり、偏東風波動自体が「台風の卵」であるともいえる。
MJOは、熱帯域をおよそ30日から60日程度の周期で地球を一周して、東に進んで行く大規模な対流活動である。この対流活動が活発な領域では、台風が発生しやすいことが知られているが、そのメカニズムはまだよくわかっていない。
熱帯低気圧を構成する個々の積乱雲は、1–10km程度の水平スケールしかないが、それらが条件付不安定な熱帯大気中で集積して組織化されることにより、およそ100–1000km程度の水平スケールを持つ熱帯低気圧にまで発達する。この積雲対流の集団が、潜熱加熱をエネルギーとして、より大きな渦巻きを発達させる不安定のことを第2種条件付不安定（CISK）という。
渦を巻く熱帯低気圧はコリオリの力により、北半球では反時計回り、南半球では時計回りの空気の流れ（一次循環）をつくる。一次循環は上空ほど弱く、熱帯低気圧の最大風速は地上の近くにあり、暖気核のある上部では比較的風が弱い構造となっている。地上付近では地表の摩擦がはたらくため、地上の風向きは円周方向より少し中心向きに逸らされる。これにより、中心に向かって風が吹き込み、それに乗って空気塊が遠方から中心へと次々に流れ込んで、円周方向の風速も大きくなる。
力学的に中心に近く半径が小さくなるほど、角運動量保存の法則により、回転運動に必要とされるエネルギーは増大し、円周方向の速度が増大するほど、空気塊にはたらく遠心力も大きくなる。流れ込んでくる空気塊を内向きに引っ張る気圧傾度力の大きさには限界があり、その力による風速の増加割合にも限界がある。そのため、熱帯低気圧の中心に近づいていくと、あるところで気圧傾度力が遠心力を支えきれなくなり、それより内側には風が吹き込むことができなくなる。そして、行き場を失った空気塊は、回転しながら上昇して、その上昇流で積乱雲の壁（目の壁）を発生させ、その内側に目が形作られる。さらに、上空では気圧傾度力が弱くなり、遠心力がそれを上回るため、上昇した空気塊は対流圏上層で外側に向かって（地上の風向きとは逆向きの、北半球では時計回り、南半球では反時計回りに）吹き出している。この半径方向の流れが二次循環である。このとき、湿度の高い空気によってできる巻雲などの上層雲は、中心からかなり離れたところでも現れるので、熱帯低気圧の接近の前兆とされる。
発達のメカニズムを簡潔にまとめると、はじめに弱い渦運動があり、地表に近いエクマン境界層で摩擦によって収束して、大気境界層上面を通る上昇流が発生し、積乱雲群が発達して凝結熱（潜熱）を放出し、中心が暖められて高温となり、中心気圧が低下して、渦運動が強化される、という正のフィードバック機構で、強い風を伴う熱帯低気圧が発達する。
反対に、強い鉛直シア（上層と下層の風速差）、乾燥空気や寒気の流れ込み、非対称なスパイラルバンドの形成などは、熱帯低気圧の発達の阻害要因となる。

## 分類・命名

海域別の呼称

国際的には、すべての熱帯低気圧は、その域内の最大風速に基づく強度によって大まかに、トロピカル・デプレッション（弱い熱帯低気圧とも）・トロピカル・ストーム（熱帯暴風とも）、及び地域ごとに異なる呼び名で呼ばれる発達した熱帯低気圧、の3つに分類される。地域ごとの呼び名の代表的な例として、北西太平洋域では熱帯低気圧がビューフォート風力階級で風力8以上に発達すると、台風と呼ばれるようになる。台風とタイフーンは、いずれも typhoon と英訳されるが、厳密には、最大風速が風力8以上の熱帯低気圧が「台風」に分類され、風力12に達した熱帯低気圧のみが「タイフーン」に分類されるように、それぞれ定義が異なる（下表参照）。北東太平洋域または北大西洋域で熱帯低気圧がタイフーンと同等の勢力に達すれば、ハリケーンと呼ばれる。南半球およびインド洋においては、ハリケーンやタイフーンという呼称は使用されず、この海域で熱帯の性質をもつ低気圧は、日本ではサイクロンと総称される。
オーストラリア周辺の熱帯低気圧をウィリー・ウィリーと呼ぶという説があるが、これは正確には誤りである。ウィリー・ウィリーは砂漠などで発生する塵旋風に対してアボリジニ（オーストラリアの先住民）が用いる語であるが、これがオーストラリア周辺の熱帯低気圧を指す語として誤解されて研究者の間で広まったようである。
| 英文における呼称（国際標準） | 英文における呼称（国際標準） | 最大風速  | 最大風速 | 風力  | 和文における呼称（日本国内標準） |
| 分類                         | 略号                         | m/s       | kt       | 風力  | 分類                             |
| ---------------------------- | ---------------------------- | --------- | -------- | ----- | -------------------------------- |
| Tropical Depression          | TD                           | 17.2未満  | 33以下   | 7以下 | 熱帯低気圧                       |
| Tropical Storm               | TS                           | 17.2–24.4 | 34–47    | 8–9   | 台風                             |
| Severe Tropical Storm        | STS                          | 24.5–32.6 | 48–63    | 10–11 | 台風                             |
| Typhoon/Hurricane/Cyclone    | T/H/C                        | 32.7以上  | 64以上   | 12    | 台風                             |

1. ↑  この自励的な発達に必要な風速条件は、台風発生の基準値となっている、風速35ノット（17m/s）付近とされる[26]。
2. ↑  2015年3月には、両半球で渦の向きが逆の熱帯低気圧（台風3号（バービー）とサイクロン・パム）が同時期に発生する、ツインサイクロンという珍しい現象が観測された[56]。
3. ↑  世界気象機関『台風委員会運用指針』 CHAPTER 4 - TROPICAL CYCLONE WARNINGS AND ADVISORIES 4.2 Classification of tropical cyclones[69]及び別資料[6]を参考に作成。
4. ↑  ここでは、10分間の平均風速の最大値を基準に用いる。
5. ↑  『気象官署予報業務規則』第78条の定義による[70]。
6. ↑  この「熱帯低気圧」は、総称としての熱帯低気圧 (Tropical Cyclone) のうち、台風の強度に達しないものを指す用語である[71]。
7. ↑  東経180度以東の北太平洋で発生するものは「発達した熱帯低気圧」と呼ばれる[70]。

このように日本語においては、台風以外の熱帯低気圧はその強度に関係なく、すべて単に「熱帯低気圧」と呼称される。以前、気象庁はトロピカル・デプレッションと同等の強度の熱帯低気圧を「弱い熱帯低気圧」と呼称して区別していたが、1999年の玄倉川水難事故の際にこの表現は災害が起こらないかのような誤解を招くとの指摘を受けたことがきっかけとなって、2000年6月1日以降は防災上の配慮からこの表現を使用しないことにしている。
太平洋域においては、太平洋北中部で発生したハリケーンが日付変更線および180度経線を西に横断して北西太平洋域に入ると、台風となる（例：2006年のハリケーン・イオケ／台風12号）。逆に台風が東進してハリケーンと呼ばれるようになることも稀にある。また、合同台風警報センターは、1分間の平均風速の最大値が67m/sを超える台風を Super Typhoons （スーパー台風）と呼び分けている。
さらに、前記の表に示した標準的な呼称に加えて、各海域で熱帯低気圧の観測を担当する気象機関ごとに異なる用語体系（下表参照）が使われており、異なる海域間で熱帯低気圧を相互に比較することは困難になっている。
| 熱帯低気圧の分類 | 熱帯低気圧の分類                   | 熱帯低気圧の分類                         | 熱帯低気圧の分類                 | 熱帯低気圧の分類           | 熱帯低気圧の分類             | 熱帯低気圧の分類                                     | 熱帯低気圧の分類                           | 熱帯低気圧の分類                                                         |
| 風力階級         | 1分間平均 最大風速 (NHC/CPHC/JTWC) | 10分間平均 最大風速 (WMO/JMA/MF/BOM/FMS) | 北東太平洋 及び北大西洋 NHC/CPHC | 北西太平洋 JTWC            | 北西太平洋 JMA               | 北インド洋 IMD                                       | 南西インド洋 MF                            | 豪州周辺 及び南太平洋 BOM/FMS                                            |
| ---------------- | ---------------------------------- | ---------------------------------------- | -------------------------------- | -------------------------- | ---------------------------- | ---------------------------------------------------- | ------------------------------------------ | ------------------------------------------------------------------------ |
| 0–7              | <32ノット (16 m/s)                 | <28ノット (14 m/s)                       | トロピカル・デプレッション       | トロピカル・デプレッション | トロピカル・デプレッション   | デプレッション                                       | ゾーン・オブ・ディスターブド・ウェザー     | トロピカル・ディスターバンス トロピカル・デプレッション トロピカル・ロー |
| 7                | 33ノット (17 m/s)                  | 28–29ノット (14–15 m/s)                  | トロピカル・デプレッション       | トロピカル・デプレッション | トロピカル・デプレッション   | ディープ・デプレッション                             | トロピカル・ディスターバンス               | トロピカル・ディスターバンス トロピカル・デプレッション トロピカル・ロー |
| 8                | 34–37ノット (17–19 m/s)            | 30–33ノット (15–17 m/s)                  | トロピカル・ストーム             | トロピカル・ストーム       | トロピカル・デプレッション   | ディープ・デプレッション                             | トロピカル・デプレッション                 | トロピカル・ディスターバンス トロピカル・デプレッション トロピカル・ロー |
| 9–10             | 38–54ノット (20–28 m/s)            | 34–47ノット (17–24 m/s)                  | トロピカル・ストーム             | トロピカル・ストーム       | トロピカル・ストーム         | サイクロニック・ストーム                             | モデレート・トロピカル・ストーム           | カテゴリー1 トロピカル・サイクロン                                       |
| 11               | 55–63ノット (28–32 m/s)            | 48–55ノット (25–28 m/s)                  | トロピカル・ストーム             | トロピカル・ストーム       | シビア・トロピカル・ストーム | シビア・サイクロニック・ストーム                     | シビア・トロピカル・ストーム               | カテゴリー2 トロピカル・サイクロン                                       |
| 12+              | 64–71ノット (33–37 m/s)            | 56–63ノット (29–32 m/s)                  | カテゴリー1 ハリケーン           | タイフーン                 | シビア・トロピカル・ストーム | シビア・サイクロニック・ストーム                     | シビア・トロピカル・ストーム               | カテゴリー2 トロピカル・サイクロン                                       |
| 12+              | 72–82ノット (37–42 m/s)            | 64–72ノット (33–37 m/s)                  | カテゴリー1 ハリケーン           | タイフーン                 | タイフーン                   | ベリー・シビア・サイクロニック・ストーム             | トロピカル・サイクロン                     | カテゴリー3 シビア・トロピカル・サイクロン                               |
| 12+              | 83–95ノット (43–49 m/s)            | 73–83ノット (38–43 m/s)                  | カテゴリー2 ハリケーン           | タイフーン                 | タイフーン                   | ベリー・シビア・サイクロニック・ストーム             | トロピカル・サイクロン                     | カテゴリー3 シビア・トロピカル・サイクロン                               |
| 12+              | 96–97ノット (49–50 m/s)            | 84–85ノット (43–44 m/s)                  | カテゴリー3 メジャー・ハリケーン | タイフーン                 | タイフーン                   | ベリー・シビア・サイクロニック・ストーム             | トロピカル・サイクロン                     | カテゴリー3 シビア・トロピカル・サイクロン                               |
| 12+              | 98–112ノット (50–58 m/s)           | 86–98ノット (44–50 m/s)                  | カテゴリー3 メジャー・ハリケーン | タイフーン                 | タイフーン                   | エクストリームリー・シビア・サイクロニック・ストーム | インテンス・トロピカル・サイクロン         | カテゴリー4 シビア・トロピカル・サイクロン                               |
| 12+              | 113–122ノット (58–63 m/s)          | 99–107ノット (51–55 m/s)                 | カテゴリー4 メジャー・ハリケーン | タイフーン                 | タイフーン                   | エクストリームリー・シビア・サイクロニック・ストーム | インテンス・トロピカル・サイクロン         | カテゴリー4 シビア・トロピカル・サイクロン                               |
| 12+              | 123–129ノット (63–66 m/s)          | 108–113ノット (56–58 m/s)                | カテゴリー4 メジャー・ハリケーン | タイフーン                 | タイフーン                   | エクストリームリー・シビア・サイクロニック・ストーム | インテンス・トロピカル・サイクロン         | カテゴリー5 シビア・トロピカル・サイクロン                               |
| 12+              | 130–136ノット (67–70 m/s)          | 114–119ノット (59–61 m/s)                | カテゴリー4 メジャー・ハリケーン | スーパー・タイフーン       | タイフーン                   | スーパー・サイクロニック・ストーム                   | ベリー・インテンス・トロピカル・サイクロン | カテゴリー5 シビア・トロピカル・サイクロン                               |
| 12+              | >137ノット (70 m/s)                | >120ノット (62 m/s)                      | カテゴリー5 メジャー・ハリケーン | スーパー・タイフーン       | タイフーン                   | スーパー・サイクロニック・ストーム                   | ベリー・インテンス・トロピカル・サイクロン | カテゴリー5 シビア・トロピカル・サイクロン                               |

### 番号の付与
正式に命名されるほどまで十分に発達しなかった場合でも、熱帯低気圧の監視業務を担当する警報センターによって、ほぼ全ての熱帯低気圧および亜熱帯低気圧に番号が割り当てられる。
たとえば、（軍民を問わず）アメリカ合衆国政府の関心を引く、（公式に）北大西洋および北太平洋の海域で発生する熱帯低気圧、及び（非公式に）その他の海域で発生する熱帯低気圧系には、国立ハリケーンセンター (NHC)、中部太平洋ハリケーンセンター (CPHC)、及び合同台風警報センター (JTWC) によって、熱帯低気圧番号（TC番号）が付与される。TC番号は、各年または各シーズンに入ると01から昇順に割り振られる2桁の数字に続けて、発生海域に対応する英字の接尾辞（東太平洋にはE、中部太平洋にはC、西太平洋にはW）を付ける形式をとる（ただし、北大西洋域を除く）。トロピカル・デプレッションや他にまだ命名されていない熱帯低気圧がある場合に仮の名称を生成する目的で、数字部分は "ONE" のように綴り字で表記される例も見られ、これにハイフンと発生海域を表す接尾辞を付け加えて "ONE-E" というふうに表記される場合もある（とりわけ、JTWCが追跡する領域では、米国標準と国際標準で風速の測定基準に違いがあるために、ある気象機関で熱帯低気圧とみなされた系が別の気象機関ではその基準を満たさない場合がある）。
TC番号の例を挙げると、PTC 08 は北大西洋域の8番目の潜在的な熱帯低気圧 EIGHT を指し、TD 21E は東太平洋域の21番目のトロピカル・デプレッション TWENTYONE-E を、SD 03C は中部太平洋域の3番目の亜熱帯低気圧 THREE-C を指す。TC番号には、熱帯低気圧自動予測システムの都合上、付けられる番号は最大で49までという厳しい制限があるが、NHCとCPHCは通常、これを30までに制限している。また、TC番号は次の年またはシーズンに入るまでは再使用されない。この付番方式は、熱帯低気圧にまで発達する可能性のあるインベストと呼ばれる熱帯擾乱域に対して使用される付番方式と類似している（ただし、インベストに付与される番号は90から99までで、同じ年またはシーズン内で輪番して再使用されるほか、北大西洋の系には、番号の次に明示的に "L" が付加される）。
| 熱帯低気圧に付与される番号                             | 熱帯低気圧に付与される番号 | 熱帯低気圧に付与される番号 | 熱帯低気圧に付与される番号 |
| 海域                                                   | 警報センター               | 形式                       | 表記例                     |
| ------------------------------------------------------ | -------------------------- | -------------------------- | -------------------------- |
| 北大西洋                                               | NHC                        | nn (nnL)                   | 06 (06L)                   |
| 北東太平洋 （西経140度以東）                           | NHC                        | nnE                        | 09E                        |
| 北太平洋中部 （日付変更線以東、西経140度以西）         | CPHC                       | nnC                        | 02C                        |
| 北西太平洋 （日付変更線以西）                          | JMA                        | yynn (nn, Tyynn)           | 1330 (30, T1330)           |
| 北西太平洋 （日付変更線以西）                          | JTWC                       | nnW                        | 10W                        |
| 北インド洋 （ベンガル湾）                              | IMD                        | BOB nn                     | BOB 03                     |
| 北インド洋 （ベンガル湾）                              | JTWC                       | nnB                        | 05B                        |
| 北インド洋 （アラビア海）                              | IMD                        | ARB nn                     | ARB 01                     |
| 北インド洋 （アラビア海）                              | JTWC                       | nnA                        | 02A                        |
| 南西インド洋 （東経90度以西）                          | MFR                        | nn (REnn)                  | 07 (RE07)                  |
| 南西インド洋およびオーストラリア周辺 （東経135度以西） | JTWC                       | nnS                        | 01S                        |
| オーストラリア周辺 （東経90度以東、東経160度以西）     | BOM                        | nnU                        | 08U                        |
| オーストラリア周辺および南太平洋 （東経135度以東）     | JTWC                       | nnP                        | 04P                        |
| 南太平洋 （東経160度以東）                             | FMS                        | nnF                        | 11F                        |
| 南大西洋                                               | NRL, NHC                   | nnQ                        | 01Q                        |
| 南大西洋                                               | 英国気象局                 | nnT                        | 02T                        |
| 註： 1. 2. 3. 4. 5.                                    |                            |                            |                            |

### 命名
襲来した場所や事物にちなんだ名前を使用して熱帯低気圧系を識別する方法は、正式な命名が開始される以前から、長年にわたって行われてきた。現在使用されている命名方式では、一般の人々にも容易に理解して認識してもらえるような簡潔な形式で熱帯低気圧系を確実に識別することができる。気象系に対して初めて人名を使用したのは、1887年から1907年まで名前を付けていたとされる、クイーンズランド州政府の気象学者クレメント・ラグであると一般的に信じられている。この気象系の命名方式はその後、ラグが引退してから数年の間は使用が取り止められていたが、西太平洋域については第二次世界大戦の後半頃に復活した。その後、北大西洋および南大西洋、東太平洋、中部太平洋、西太平洋および南太平洋、ならびにオーストラリア周辺およびインド洋の各海域について、正式な命名の枠組みが導入された。
現在、熱帯低気圧は11の指定気象機関のうちの1つによって公式に命名され、熱帯低気圧の発生から消滅まで一貫してその名前が使用される。これは、予報者と一般の人々との間で、予報・注意報・警報に関する情報の伝達を容易にするために行われている。熱帯低気圧系は一週間以上持続することもあり、また同じ海域で同時に2つ以上発生することもあるため、それらの名前がどの熱帯低気圧を表しているかについて混同を減らすために命名法が考慮されている。熱帯低気圧の名前は、いずれかの発生海域に応じて、1分間平均、3分間平均または10分間平均の最大風速が65 km/h (40 mph)を超えたものについて、事前に選定されたリストの中から順に割り当てられる。しかし、命名の基準は海域ごとに異なる。西太平洋ではトロピカル・デプレッションに名前が付けられることがある一方、南半球では熱帯低気圧が命名されるには中心付近に有意な強い風が一定量吹いていることが条件となる。北大西洋域、太平洋域、オーストラリア周辺における重大な熱帯低気圧の名前は、命名リストから「引退」して別の名前に置き換えられる。

#### 命名の実際
世界気象機関が定義するトロピカル・ストーム以上の強度の熱帯低気圧には、それが存在する海域ごとの命名規則に従って、番号や人名による命名がされる。また、海域によっては、トロピカル・デプレッション以上の強度の熱帯低気圧に番号を付与するところもある。
北西太平洋の熱帯低気圧（台風）については、トロピカル・デプレッション以上の強度で、合同台風警報センター(JTWC)による番号の付与（数字の後にWを付ける）が行われる。また、25N 120E、25N 135E、5N 135E、5N 115E、15N 115E、21N 120E、25N 120Eで囲まれた海域を通過する熱帯低気圧（台風）には、さらにフィリピン気象局（PAGASA）によるフィリピン名の命名が行われる。トロピカル・ストーム以上の強度では、気象庁による番号の付与（甚大な被害をもたらした台風は命名されることもある）台風委員会によるアジア名の命名が行われる。台風は最大で4つの呼称を同時に持つ。各気象機関によって分類基準となる最大風速の観測値が多少異なることがあり、ある気象機関だけがトロピカル・デプレッション以上の強度とみなす場合がある。このようなときは「気象機関の略号+Tropical Depression+番号」のような呼称が使用される。
- 例：2007年台風第4号：4号（気象庁台風番号）, 04W（JTWC熱帯低気圧番号）, Man-yi（アジア名）, Bebeng（フィリピン名）
- 例：2007年台風第9号：9号（気象庁台風番号）, 10W（JTWC熱帯低気圧番号）, Fitow（アジア名）, フィリピン名はなし

北大西洋および西経140度より東の太平洋北東部の熱帯低気圧（ハリケーン）については、トロピカル・デプレッション以上の強度で、アメリカ国立ハリケーンセンター(NHC)による英語数字による命名が行われ、トロピカル・ストーム以上の強度に達すると同センターによる命名が行われる。北大西洋と太平洋北東部それぞれで別々に命名が行われ、数字や名前のリストも別々である。北大西洋から太平洋北東部、またはその逆に熱帯低気圧が移った場合、それまでの名称とは別に新たにその海域の名称が命名される。
例
2007年ハリケーン・ディーン：Four（数字命名）, Dean（命名）
2007年トロピカルストーム・バーバラ：Two-E（数字命名）, Barbara（命名）
180度から西経140度までの太平洋北中部の熱帯低気圧（ハリケーン）については、トロピカル・デプレッション以上の強度で、中部太平洋ハリケーンセンター(CPHC)による英語数字による命名が行われ、トロピカル・ストーム以上の強度に達すると同センターによる命名が行われる。
北インド洋の熱帯低気圧（サイクロン）については、JTWCによる番号の付与（ベンガル湾で発生した場合はB、そのほかの海域の場合はAを、数字の後に付ける）、IMDによる番号の付与、沿岸8カ国合同での命名が行われる。
- 例：2007年サイクロン・ゴヌ：02A（JTWC数字番号）, Gonu（命名）

南緯0度より南、東経90度より西側のインド洋では、風速35ktを超えるような熱帯低気圧が発生した場合、レニオン島にあるフランス気象局が名称を付与する。それまでの間、トロピカルデプレッションの熱帯低気圧には、便宜上番号を割り当てる。ただし、JTWCでは、番号の付与（数値の後にSを付ける）する。
- 例1 (JTWC)：2010年サイクロン・IMANI　21S (JTWC番号) IMANI(命名)
- 例2 (METEO FRANCE)：2010年サイクロン・IMANI  14 (レニオンでの番号割当) IMANI(命名)
- 注：　南半球では季節が異なることから、年が先行することがある。フランス気象局の場合、熱帯低気圧の番号表記を、対外的には「14/20092010」と表記される。

東経90度から125度までのオーストラリア西部海域の熱帯低気圧（サイクロン）については、JTWCによる番号の付与（数字の後にSを付ける）、オーストラリア気象局(BOM)パース地域センターによる命名が行われる。
東経125度から137度までのオーストラリア北部海域の熱帯低気圧（サイクロン）については、JTWCによる番号の付与（数字の後にSを付ける）、BOMのダーウィン地域センタ）による命名が行われる。
東経137度から160度までで南緯10度より南のオーストラリア東部海域の熱帯低気圧（サイクロン）については、JTWCによる番号の付与（数字の後にSを付ける）、BOMのブリスベン地域センターによる命名が行われる。
- 注：オーストラリアでは、熱帯低気圧警報では出てこないが、支援情報では独自に番号割り当てをしており、番号に続けて"U"が付けられる。

東経141度から160度までで南緯10度から赤道までの熱帯低気圧（サイクロン）については、JTWCによる番号の付与（数字の後にSを付ける）、パプアニューギニア国立気象局による命名が行われる。
南半球において、東経160度より東の太平洋の熱帯低気圧（サイクロン）については、JTWCによる番号の付与（インド洋で発生した場合はS、太平洋で発生した場合はPまたはFを、数字の後に付ける）、フィジー気象局(FMS)による命名が行われる。
- 例：2002年-2003年サイクロン・ゾーイ：04F（番号）, Zoe（命名）

## 主要な発生海域および警報機関

### 発生海域

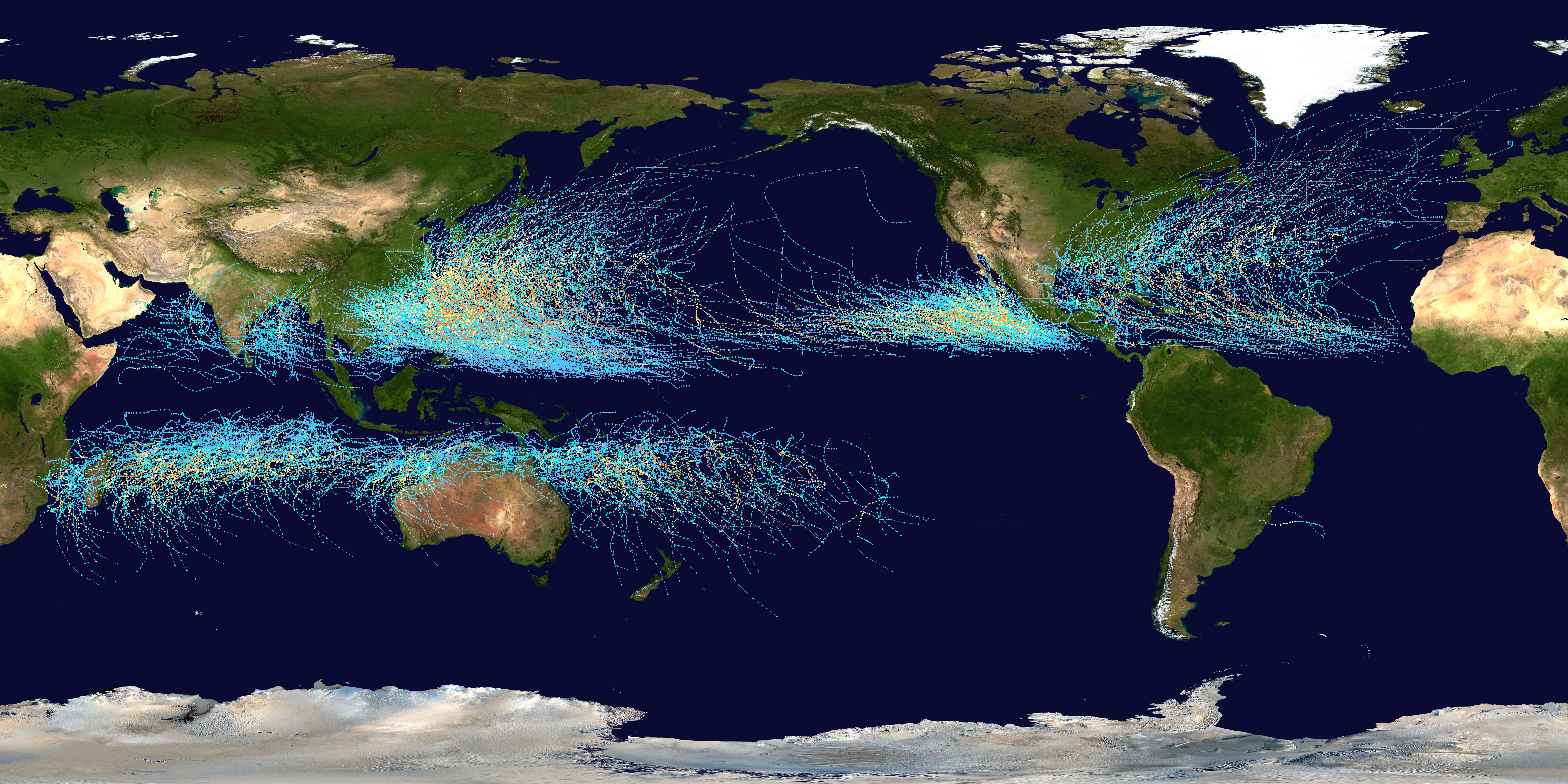
1985年から2005年までに発生した熱帯低気圧の全経路

各海域によって年間発生数は異なる。北西太平洋域以外には「シーズン」と呼ばれる熱帯低気圧の発生期があるが、北西太平洋域では年中発生する。ただ、これまでの統計によれば、北西太平洋域でも2月上旬から2月中旬にかけては、ほとんど熱帯低気圧が発生していない。
| 海域       | シーズン                              | 発生のピーク       | トロピカル・ストーム以上 | タイフーン以上 | カテゴリ3以上 |
| ---------- | ------------------------------------- | ------------------ | ------------------------ | -------------- | ------------- |
| 北西太平洋 | 一年中（3月前半 - 翌年1月）           | 7月 - 11月         | 26.7                     | 16.9           | 8.5           |
| 南インド洋 | 10月下旬・11月上旬 - 翌年5月          | 1月中旬 - 2月      | 20.6                     | 10.3           | 4.3           |
| 北東太平洋 | 5月下旬・6月上旬 - 10月下旬・11月上旬 | 8月後半 - 9月前半? | 16.3                     | 9.0            | 4.1           |
| 北大西洋   | 6月 - 11月                            | 8月 - 10月         | 10.6                     | 5.9            | 2.0           |
| 南西太平洋 | 10月下旬・11月上旬 - 翌年5月          | 2月下旬 - 3月上旬  | 10.6                     | 4.8            | 1.9           |
| 北インド洋 | 4月 - 12月                            | 5月と11月          | 5.4                      | 2.2            | 0.4           |

- [93][94]による。

### 警報機関
世界中に地域特別気象センター (RSMC) として指定された気象機関が6つある。これらの機関は、世界気象機関 (WMO) の指定を受けて、各個に定められた責任領域内の熱帯低気圧について追跡し、速報および警報・注意報等の情報を発する業務を担っている。さらに、より狭い範囲の地域に対して熱帯低気圧の情報を提供する熱帯低気圧警報センター (TCWC) が6つ指定されている。
| 海域               | 警報センター                                                                     | 責任領域                                                                                                 | 出典   |
| ------------------ | -------------------------------------------------------------------------------- | --- | ------ |
| 北半球             |                                                                                  | |        |
| 北大西洋 東太平洋  | 国立ハリケーンセンター 中部太平洋ハリケーンセンター                              | 赤道以北のアフリカ沿岸から西経140度まで 赤道以北の西経140度–180度                                        | [ 76 ] |
| 西太平洋           | 気象庁                                                                           | 赤道から北緯60度までの東経180度–100度                                                                    | [ 92 ] |
| 北インド洋         | インド気象局                                                                     | 赤道以北の東経100度–45度                                                                                 | [ 77 ] |
| 南半球             |                                                                                  | |        |
| 南西インド洋       | フランス気象局レユニオン支部                                                     | 赤道から南緯40度までのアフリカ沿岸から東経90度まで                                                       | [ 91 ] |
| オーストラリア周辺 | インドネシア気象気候地球物理庁 パプアニューギニア国立気象局 オーストラリア気象局 | 赤道から南緯10度までの東経90度–141度 赤道から南緯10度までの東経141度–160度 南緯10度–36度の東経90度–160度 | [ 78 ] |
| 南太平洋           | フィジー気象局 ニュージーランド気象局                                            | 赤道から南緯25度までの東経160度–西経120度 南緯25度–40度の東経160度–西経120度                             | [ 78 ] |

地域特別気象センターと熱帯低気圧警報センターは、一般の人々に対して熱帯低気圧に関する情報を提供する唯一の機関ではない。アメリカ海軍とアメリカ空軍が共同で運営している合同台風警報センター (JTWC) はアメリカ合衆国政府の諸目的のために、北大西洋を除く全ての海域において、熱帯低気圧に関する注意報を発している。フィリピン大気地球物理天文局 (PAGASA) は、同国の市民の生命および財産を保護するために、北西太平洋域でフィリピンに接近する熱帯低気圧の命名および注意報の発表を行なっている。カナダハリケーンセンター (CHC) は、カナダ市民のために、ハリケーンおよびその残存部（レムナント）がカナダに影響を及ぼす場合に注意報を発表する。
2004年3月26日、南大西洋で観測史上初めてとなるハリケーン・カタリーナが記録され、サファ・シンプソン・ハリケーン・スケールでカテゴリー2に相当する風速を伴ってブラジル南部を襲来した。他の警報センターの管轄区域外で発生したため、ブラジルの気象学者らは当初、これを熱帯外低気圧として扱ったが、後に熱帯低気圧として分類された。

## 発生から消滅まで

衛星センサ画像でみる熱帯低気圧の典型的な一生
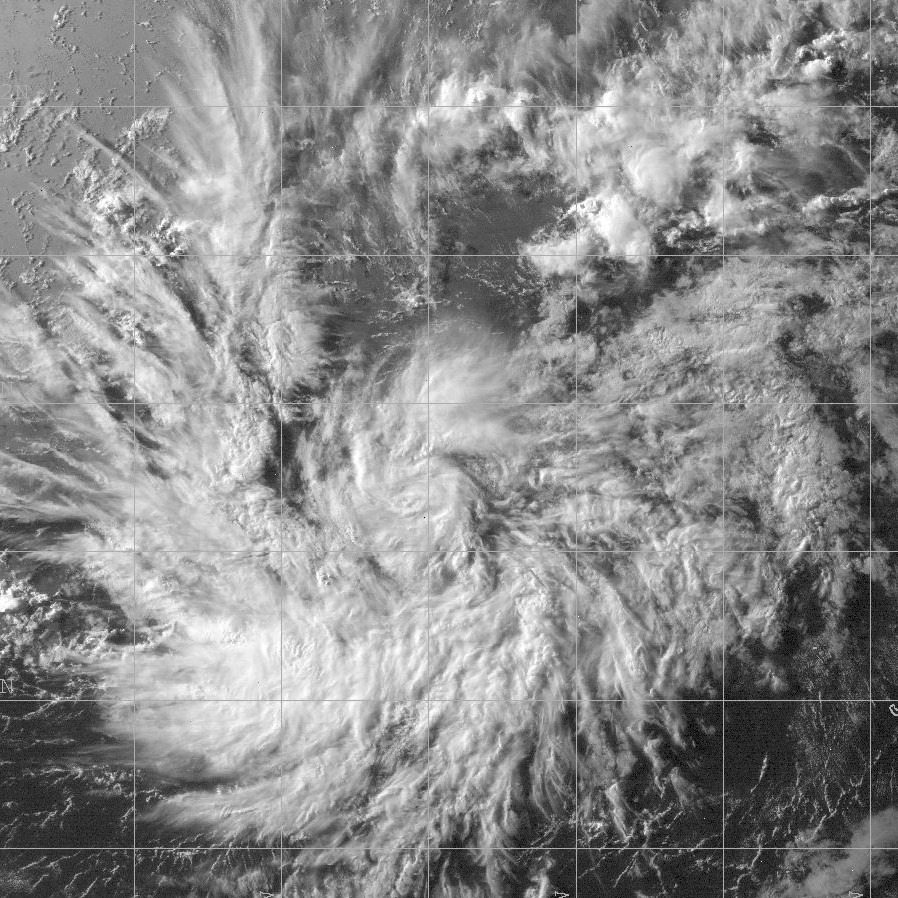
1.発達した積乱雲がまとまり始める
2.積乱雲がまとまりながら渦を巻き、周囲の積乱雲を巻き込み始める
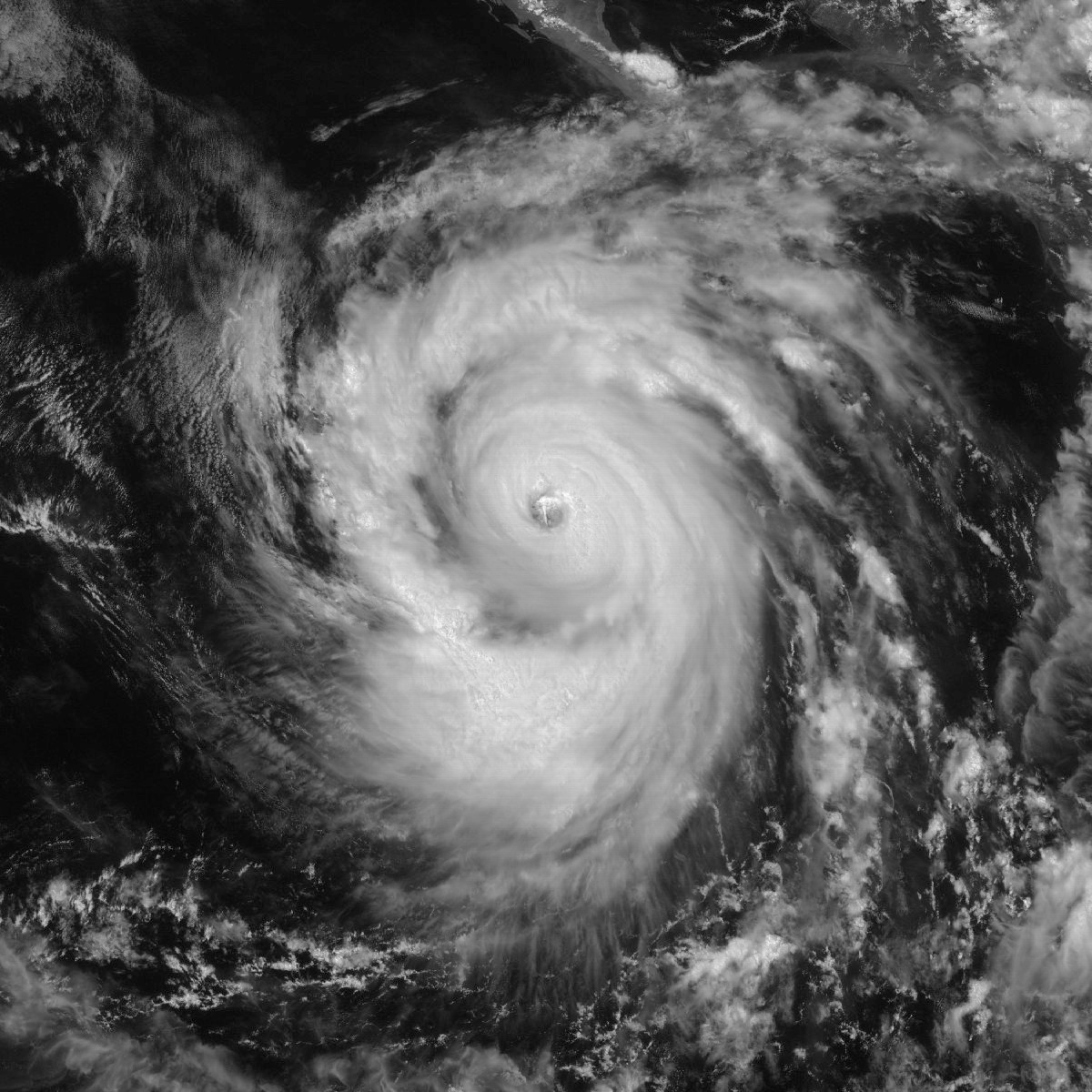
3.目が現れ、スパイラル・バンドが発達する
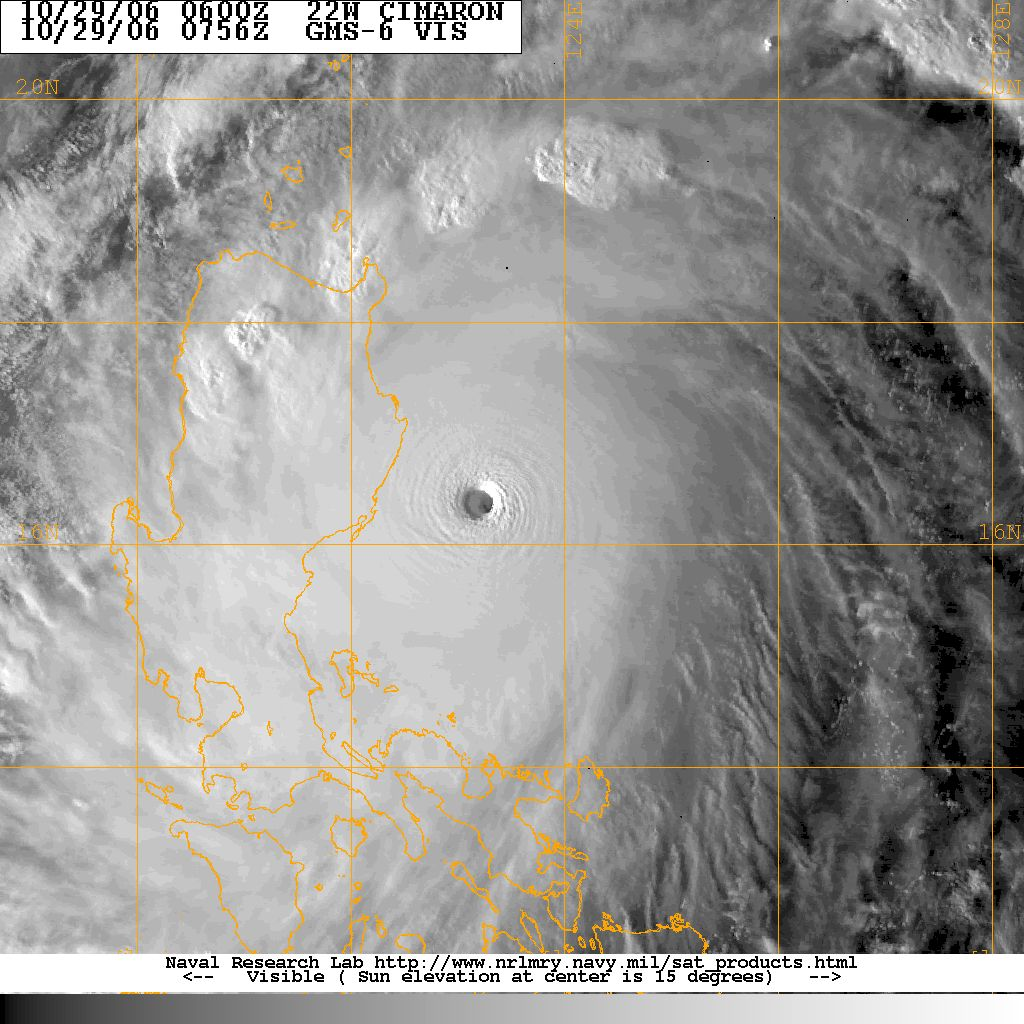
4.目が明瞭になり、最盛期を迎える
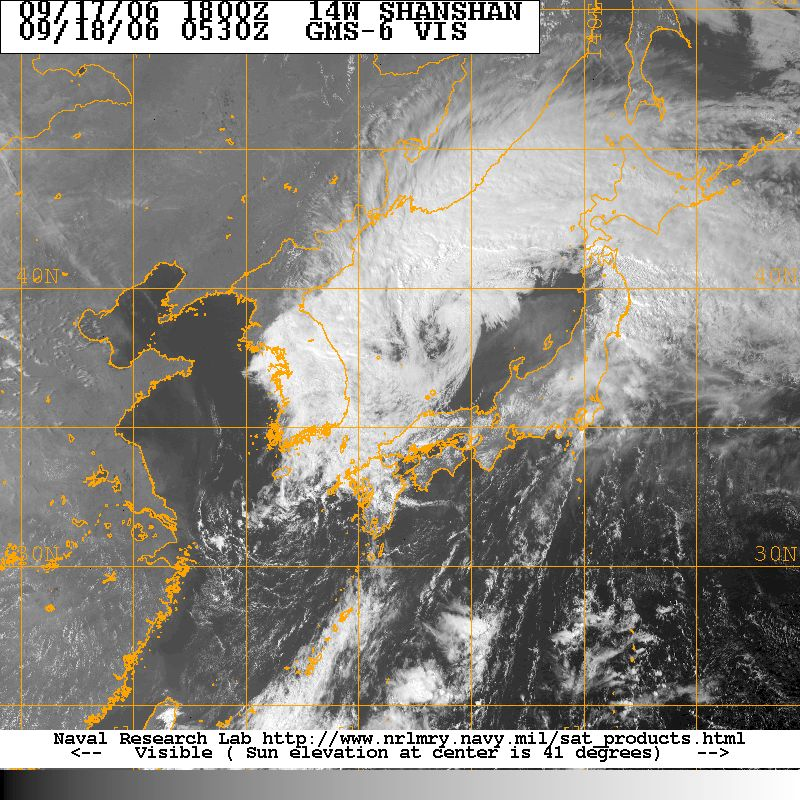
5.温帯低気圧化して、熱帯低気圧ではなくなる

### 発生
熱帯低気圧は温帯低気圧と異なり海上でしか発生せず、陸上では発生しない。これは、熱帯低気圧のエネルギー源が海水が蒸発する際の潜熱であることが理由であり、海上で発生した熱帯低気圧が上陸すると急速に勢力が弱くなる。ただし、熱帯低気圧の位置は渦の中心の位置であり、熱帯低気圧が陸上にあっても周辺部は海上にある場合があり、ごく稀に海に近い陸上で熱帯低気圧が発生することがある。
熱帯地方の海上では北半球の亜熱帯高圧帯からの北東貿易風と南半球の中緯度高圧帯からの南東貿易風が収束することによって上昇気流が発生し、常に積乱雲の発生、消滅が繰り返されている。これらの積乱雲の集まりの中から熱帯低気圧が発生する。熱帯低気圧の前段階として、円形の低圧部や熱帯撹乱が発生することもある。
しかし、どのようにして積乱雲の集まりが1つの熱帯低気圧にまとまっていくのか、その機構の詳細は未だ研究途上である。現在主流となっている説の1つである偏東風波動説では、赤道上空を流れる偏東風が高緯度側に蛇行した偏東風のトラフの先端部分に渦が形成され、この渦と熱帯収束帯の積乱雲が相互作用して熱帯低気圧となっていくと考えられている。
熱帯低気圧の大部分は南北それぞれの緯度10～15度の海域で発生し、緯度が5度以下の海域ではほとんど発生していない。これは、渦の形成にコリオリの力が必要なためと考えられている。また、熱帯低気圧の発生には海面からの持続的な水蒸気の供給が必要であると考えられていて、熱帯低気圧の発生海域は海面水温が26度以上の海域とほぼ一致している。このため、熱帯低気圧の発生は緯度25度以下の海域にだいたい限られている。なお、寒流が流れていて海面水温が低い南太平洋東部、南大西洋では緯度25度以下熱帯海洋上であるにも関わらず熱帯低気圧がほとんど発生しない。
また年間の動向を見ると、夏から秋にかけて海面水温が年間で最も高い状態になるので熱帯低気圧の発生が多くなる。逆に最も低くなる冬から春にかけての時期にはほとんど発生しない。
理論上上昇気流を起こしやすいことや実際の観測例から、上層と下層の風向・風速の違い(鉛直シア)が少ないこと、上空に寒気があることなどが、熱帯低気圧の発生の要因として重要と考えられている。実際に、上空の寒冷渦（寒冷低気圧）と対になって熱帯低気圧が発生する例が報告されており、その相互作用が研究されている。

### 発達
熱帯低気圧は熱帯の海洋上の湿った空気が持つ水蒸気の潜熱をエネルギー源としている。熱帯低気圧に吹き込んできた空気は中心付近で上昇気流となって上空に運ばれる。
上空に運ばれた空気は冷やされるため、含んでいる水蒸気が飽和して凝縮し水滴となる。このとき、水滴1gあたり2.4kJ程度の熱が放出されて周囲の空気を暖める。
暖められた空気は密度が低くなるため中心気圧が低下し、その結果熱帯低気圧に吹き込んでくる空気の量が増加する。そうするとより多くの潜熱が放出されるためさらに中心気圧は低下していく。この連鎖によって熱帯低気圧は急速に発達する。
このように積乱雲の発達→低気圧の発達→積乱雲の発達→低気圧の発達というような繰り返しが可能となる大気の状態を第2種条件付不安定(CISK:Conditional Instability of the Second Kind)という。
トロピカル・ストーム以上の強度に発達する熱帯低気圧は世界で年間90個程度である。そのうち60個程度が北半球、30個程度が南半球で発生している。特に北西太平洋での台風の発生が顕著であり、年間30個程度がこの海域で発生し、かつ最も発達する。これまでに観測された熱帯低気圧の最低気圧は、北西太平洋の1979年10月の台風第20号（台風197920号）における870hPaである。

### 衰弱・温低化
熱帯低気圧のエネルギー源は水蒸気の潜熱であるため、水蒸気の供給が減少すると勢力が衰える。海面水温が26度未満の海域に入った場合、または陸地に上陸した場合には水蒸気の供給が無くなるだけでなく、地表との摩擦が大きくなってエネルギーを奪われるため、急激に勢力が衰える。
また、熱帯低気圧が中緯度地域まで到達すると寒気の影響を受ける。熱帯低気圧に寒気が流入することで、温度差のある大気が混ざり合って、性質が暖気と寒気の境界に発生する温帯低気圧に近くなってくる。または熱帯低気圧内の暖気核が消滅して温帯低気圧に近くなることもある。これを温帯低気圧化(温低化)という。
温帯低気圧化は熱帯低気圧の外側から徐々に進行し、熱帯低気圧の北東側に温暖前線が、南西側に寒冷前線が形成され、これが徐々に熱帯低気圧の中心に向かって侵入していく。中心まで前線が侵入すると、この熱帯低気圧は温帯低気圧との違いはまったくなくなり、温帯低気圧に分類されるようになる。熱帯低気圧内の暖気核が消滅して温帯低気圧になる場合は、前線が低気圧の中心まで描かれない場合がある。
温帯低気圧のエネルギー源は暖気と寒気の温度差による位置エネルギーであるため、熱帯低気圧から温帯低気圧へ変化する場合は低気圧が衰弱するとは限らず、特に熱帯低気圧が持っていた暖気と寒気の温度差が大きい場合などは、温帯低気圧化により再発達することがある。
例として、2013年10月に伊豆大島に甚大な被害をもたらした台風26号は、勢力があまり衰えない(960hPa)まま温帯低気圧に変わったほか、2014年11月の台風20号は、温帯低気圧化後にアリューシャン付近で920hPaまで発達した。

### 移動
高緯度ほどコリオリの力が大きくなるため、熱帯低気圧は高緯度に向かって移動する。また熱帯低気圧は中緯度高圧帯からの風、すなわち低緯度では貿易風、中緯度では偏西風に流されて移動する。
これらの効果が合わさる結果、熱帯低気圧は発生後、北半球では北西(南半球では南西)へ移動しながら発達し、進行方向を北半球では北東(南半球では南東)に変える。この進行方向を変えることを転向(てんこう)といい、転向する位置を転向点(てんこうてん)という。

## 観測

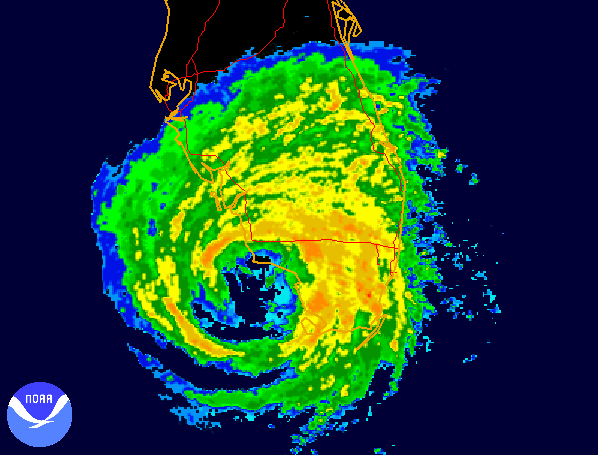
フロリダに上陸直前のハリケーン・ウィルマのレーダー画像(NOAA)。目の周りをまとまった積乱雲が回転しながら雨を降らせている。

熱帯低気圧は激しい風雨を伴うため甚大な被害をもたらすことが多い。そのため熱帯低気圧を接近前に観測して対策をとることは極めて重要である。古くは船舶や航空機によって熱帯低気圧内に突入して直接観測することも行なわれていた。特にアメリカ軍によるC-130やU-2 (航空機)等を用いた飛行機観測は台風やハリケーンの構造や勢力を直接観測できるため、大きな危険を伴うにもかかわらず第2次世界大戦後から続行されてきたが、経費削減等の影響を受けて北西太平洋海域では1987年以降中止され、現在では気象レーダーや気象衛星による遠隔観測が主となっている。日本では伊勢湾台風の被害を教訓にして1964年に富士山レーダーが設置・1965年から運用され、「800km先の台風を観測可能」な熱帯低気圧の主要な観測手段として用いられたことはよく知られている。現在は運用を終え2か所のレーダー観測所がその役割を引き継いでいる。北大西洋では現在も飛行機観測が継続中である。

### ドボラック法
アメリカのNOAAの気象学者ヴァーン・ドヴォラックによって1975年に提唱された、気象衛星によって観測した熱帯低気圧の雲パターンから中心気圧と最大風速を推定する手法である。
雲パターンは、主に赤外線波長帯の画像と、可視画像から決定する方法があり、衛星視野の昼間は、併用される。赤外画像は、ドヴォラーク温度スケール（カラー化または、グレースケール）の温度変化パターンを使って、DT数(Data T-Number)、PT数(Pattern T-Number)、MET数(Model Expected T-Number)を割り出していく。可視画像は、スパイラルバンドの状態は中心付近の動きなどを含めた判断が行われる。以上の解析から、T数を計算し、それを選択・補正してT数(T-Number)を決定する。そしてこのT数に台風が発達段階か衰弱段階かで補正したCI数(Current Intensity Number)を計算し、これを対応表に当てはめて中心気圧と最大風速を推定する。
この解析法は、年代によって解析法も改良されている。近年では、極軌道衛星の画像を用いたものや、サウンディング観測による方法で決定する方法などもある。問題点は、衛星の分解能や波長帯、画像のサンプル量・時間間隔によって、この解析値自体にぶれが生じることがある。北西太平洋地域では、解析する機関によって最大でCI=1.5程度の違いが生じる。

## 熱帯低気圧がもたらす影響と被害

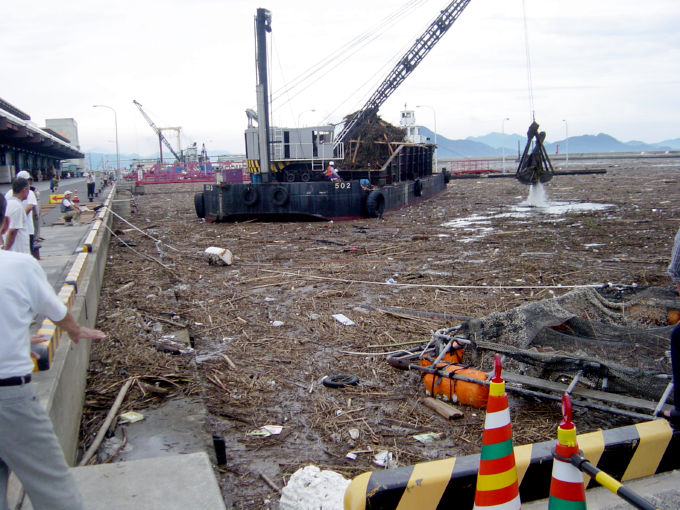
2005年台風14号により大量の流木が押し寄せた港

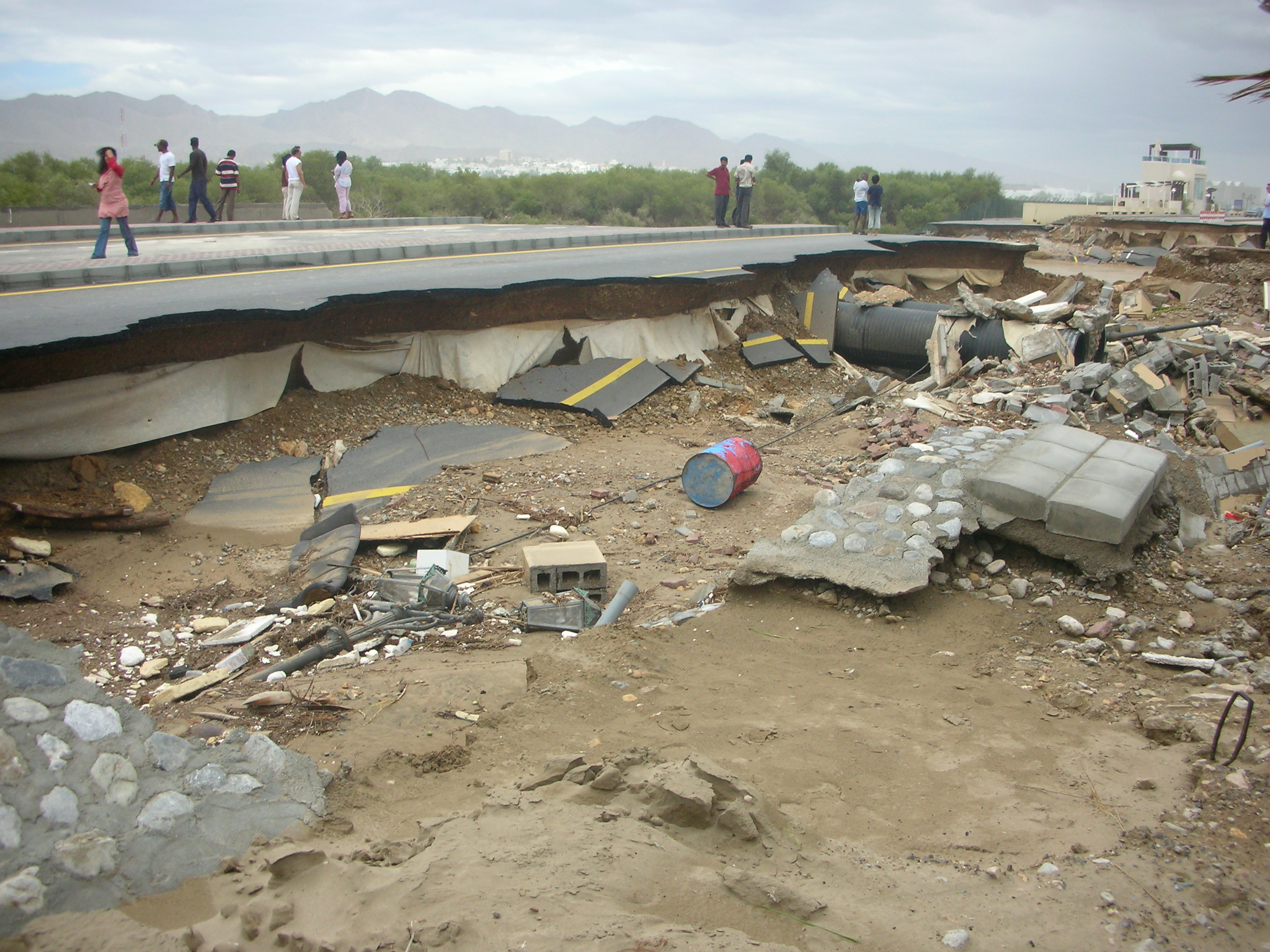
サイクロン・ゴヌによる波浪で浸食され破壊された海沿いの道路

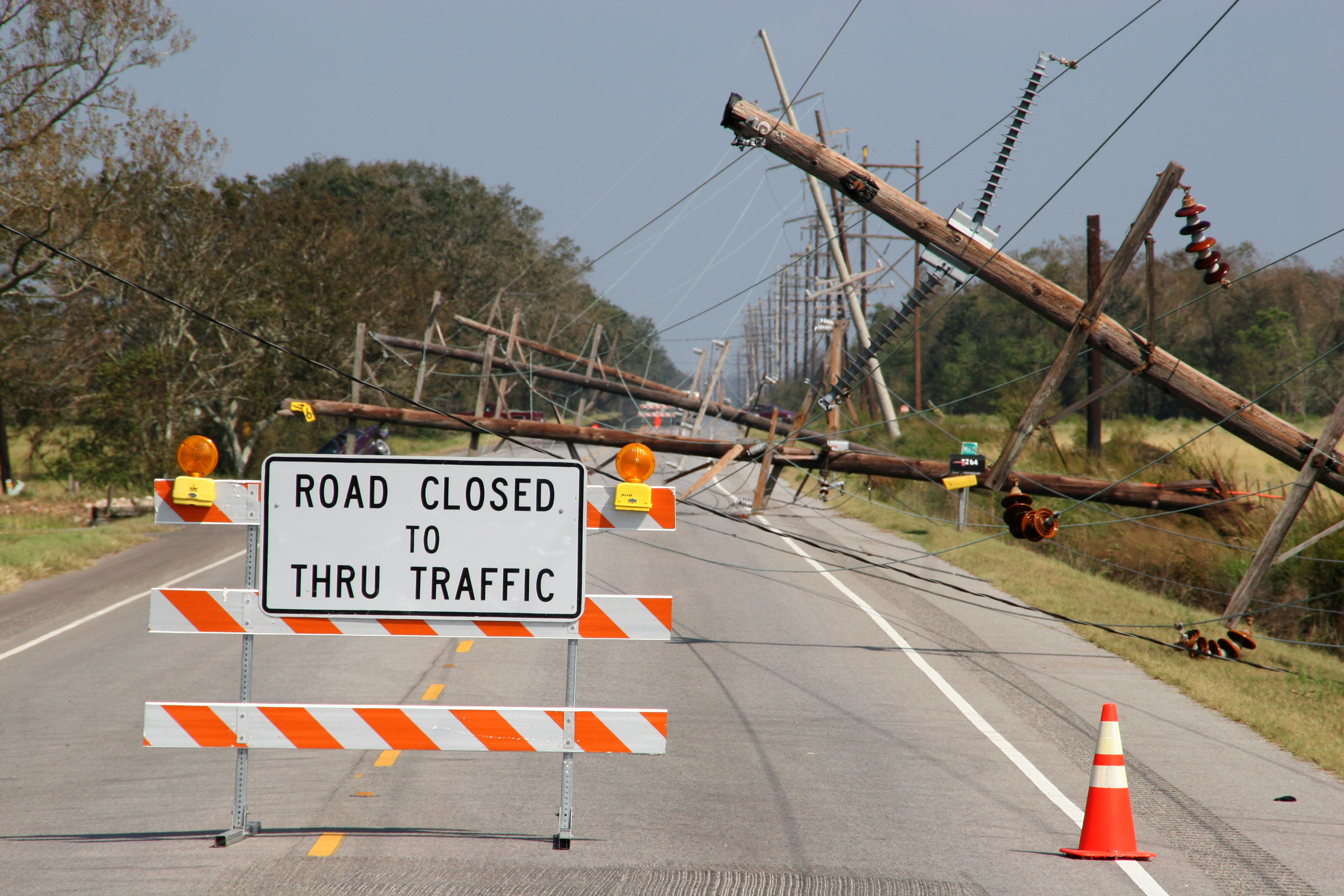
ハリケーン・リタの強風で倒れた電柱と封鎖された道路

### 災害
熱帯低気圧の多くはまとまった積乱雲を有し、多くの雨を降らせ、強い風を吹かせる。風については、勢力が強い（≒気圧が低い=周囲との気圧差が大きい）ほど強くなり、強い風の範囲も広くなる。
一般的に、熱帯低気圧固有の風速に熱帯低気圧の移動速度を足した分風速が増すため、熱帯低気圧の東側では風が強くなる。ただし、これはまっすぐに北上・南下する場合のことであり、厳密には進行方向と風向が一致する地域で風が強くなるため、東側以外でも風が強くなることがある。それに関連して、主に昭和期には、日本近海の台風であれば右側を危険半円、そして左側を可航半円などと度々呼称されていたが、これでは、台風の左側ならば船舶は航行可能であるという誤解が生じかねないので、近年ではこの呼称は使用されていない。
熱帯低気圧はそれ自体が暖かく湿った空気の塊であり、中心雲域から離れたところに発達した積乱雲からなる先駆降雨帯ができ、先立って大雨が降ることがある。また、熱帯低気圧へ向かって引き寄せられた暖湿流や寒気が離れたところの前線を刺激したり大気を不安定化させ、間接的に災害をもたらすことがある。
大雨による洪水や土砂災害が発生する。また、強風による建物の破損、飛来物による窓の破損、木や電柱の倒壊、農作物の倒害、海岸に近いところでは海水吹きつけによる塩害、沿岸では高波、海上では波浪による被害がしばしば発生する。波浪による直接的影響に加え、海水が攪拌されたり海水温が変化することで漁獲対象が移動するなど、漁業に与える影響は大きい。また、航空機や船舶の発着が制限されたり、屋外で開催されるイベント類が中止になるといった影響もある。暴風雨によって上空の移動が困難になることから、災害で離島や山間部、過疎地などが孤立した場合は救援が遅れることがある。
熱帯低気圧で特記すべき災害として高潮がある。非常に低い気圧によって海面が吸い上げられることに加えて、暴風により海岸に海水が吹き寄せられ、大雨による河川からの流入なども加わり、堤防を越えて沿岸に浸水被害をもたらす。波浪によって堤防を支える土砂が浸食されたり、接近時刻が大潮や満潮と重なったり、海抜ゼロメートル地帯などの低地が広がっていると、被害が拡大する。1780年のグレートハリケーン、1900年のガルベストン・ハリケーン、伊勢湾台風、1970年のボーラ・サイクロン、1991年のバングラデシュ・サイクロン、ハリケーン・カトリーナ、平成25年台風第30号などの甚大な被害を出した熱帯低気圧は、高潮により非常に多くの犠牲者を出した。

### 気象へのフィードバック的影響
熱帯低気圧は、地球表面の大気の循環の中でも一定の役割を担っている。最大の役割が熱の運搬である。熱帯低気圧は地球上で最も暖かい赤道気団から構成され、大量の熱を持っている。熱帯低気圧が移動することにより、低緯度から高緯度へ暖かい空気が運搬されることになる。また、水蒸気が豊富な海上から、陸上へと水を運搬したり、上層と下層で温度が大きく異なる海水をかき混ぜて対流を抑える効果もある。そのため、同じ海域から熱帯低気圧が数日のうちに連続発生することは少ない。

## 亜熱帯低気圧
熱帯低気圧と温帯低気圧との中間的な性質をもつ、亜熱帯低気圧というものも存在する。映画『パーフェクト ストーム』のモデルにもなった1991年の"パーフェクト・ストーム"は、温帯低気圧が勢力を弱めたのち南下して、下層が暖気核からなる循環構造に変わって再発達したことで亜熱帯低気圧になり、後にカテゴリー2にまで発達して再北上し被害をもたらした。

## 地球温暖化と熱帯低気圧
各種気候モデルの予測では、地球温暖化の影響によって熱帯低気圧の頻度や勢力などが変化するという結果が出ているものが多い。以下にいくつかのモデルの結果を挙げる。
- IPCC第4次評価報告書(AR4、2007年発表) - 熱帯低気圧に関して、最盛期の最大風速が増し、中心部の降水量が増える可能性が高いとされている。しかし、熱帯低気圧の発生数は減少するとともに、非常に強いレベルの熱帯低気圧は増加し、弱い熱帯低気圧は減少する（強いレベルの熱帯低気圧の増加予測よりも信頼度は低い）と予測されている。
- 21世紀気候変動予測革新プログラム(2009年) - 海水温が2℃程度上昇した海域やエルニーニョ等によって短期的に海水温が上昇した海域で、スーパー・タイフーンクラス（日本の基準でいう風速67m/s以上）の台風の発生が予測される。具体的には、2080年ごろにおいて100年前よりも、北西太平洋で2℃、日本海や北海道近海で2 - 4℃の海水温上昇が起こり、中心気圧900 - 890hPaくらいに発達する台風が10年で数個程度の頻度で発生するという予測[102][103][104]。

## 記録

### 勢力最強(最小気圧による)

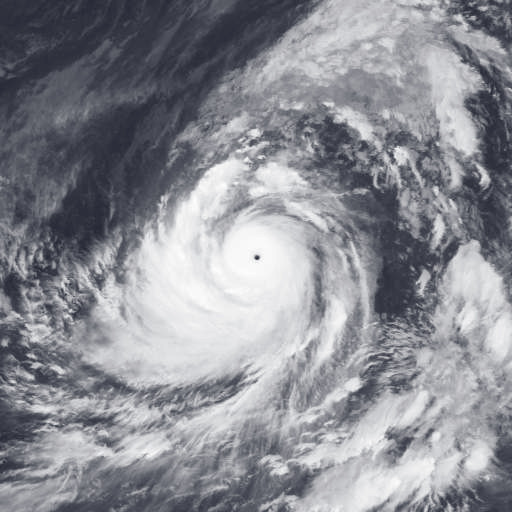
観測史上最強の熱帯低気圧である昭和54年台風第20号

- 観測史上最強: 870 hPa (25.69 inHg);昭和54年台風第20号の目、北西太平洋上（東京都小笠原村沖ノ鳥島近海、北緯16度48分 東経137度36分 / 北緯16.8度 東経137.6度）、1979年10月12日15時[105]。[106]。
- 西半球での観測史上最強（全世界で2番目）: 872 hPa (25.75 inHg);ハリケーン・パトリシアの目、東太平洋上、2015年10月23日[107]。

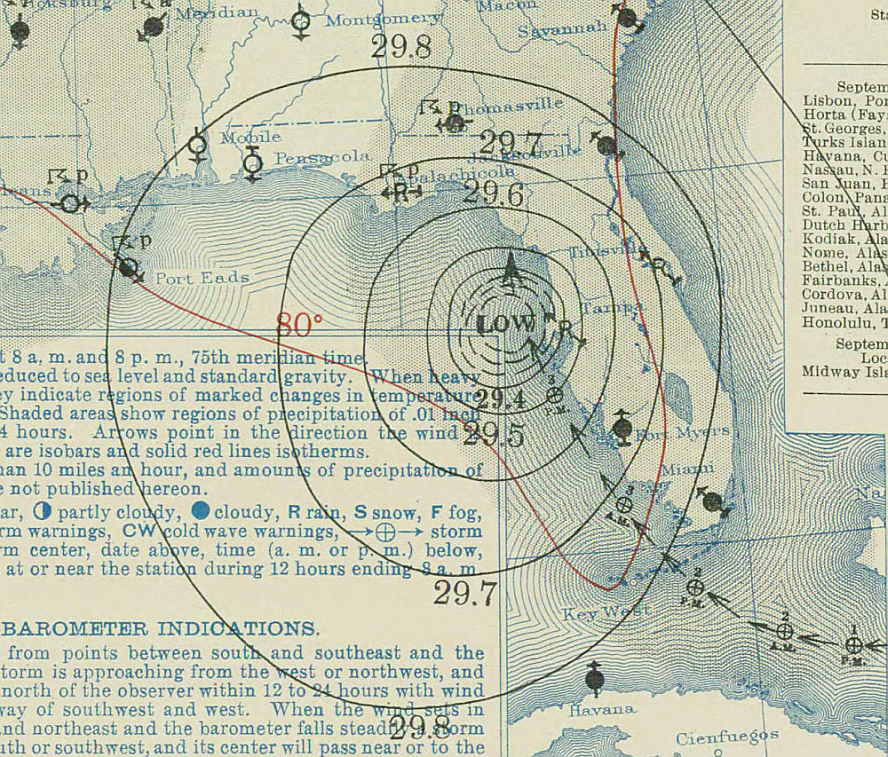
観測史上最強の勢力で上陸した1935年レイバーデーハリケーンの天気図

- 観測史上最強での上陸: 892 hPa (26.35 inHg);アメリカ合衆国フロリダ州モンロー郡クレイグ・キー（英語版）、1935年レイバー・デー・ハリケーン（英語版）による、1935年9月2日。他の熱帯低気圧がこれより低い中心気圧で上陸していた可能性はあるものの、特に気象衛星が発明される前の、大西洋以外の地域の熱帯低気圧のデータは漠然としている[108]。
- 観測史上最強での上陸(推定): 884 hPa (26.10 inHg);フィジー・ビティレブ島西部地域ラ州（英語版）ラキラキ地区（英語版）、サイクロン・ウィンストン（英語版）に伴う、2016年2月20日。上陸地点では公式な海面気圧の記録は存在していないが、サイクロン・ウィンストンはこの最低気圧で上陸したと推定されている[109]。

### 降水
- 単一の熱帯低気圧による降水量の最多記録: 6,433 mm (253.3 in);レユニオン・サン・ピエール郡[サン・ブノワ第3小郡/サン・ジョセフ小郡]サン・ジョセフ市（コメルソンカルデラ）、1980年1月、サイクロン・ヒヤンシス（英語版）に伴う[110]。